# Jack (film 1996)
Jack è un film del 1996 diretto da Francis Ford Coppola, interpretato da Robin Williams e Diane Lane.

## Trama
Jack nasce dopo solo due mesi di gestazione e presenta una rarissima disfunzione genetica: invecchia quattro volte più velocemente del normale, cosa che riduce di molto la sua aspettativa di vita.
A dieci anni Jack ha l'aspetto di un quarantenne, vive isolato dal mondo poiché i suoi genitori, soprattutto la madre, hanno paura che il figlio possa essere preso in giro ed emarginato. Sotto consiglio del suo unico insegnante i genitori decidono di mandarlo per la prima volta a scuola, dopo alcune iniziali difficoltà Jack riesce ad integrarsi ed a crearsi un gruppo di amici. Dopo un malore avuto a scuola la madre decide di tenerlo di nuovo in casa ma grazie all'intervento degli amici alla fine Jack riuscirà a convincerla a lasciarlo tornare di nuovo a scuola.
Sette anni dopo, con l'aspetto ormai di un vecchio, Jack legge un discorso come studente oratore alla cerimonia di consegna dei diplomi.

## Produzione
Il film è stato prodotto da: American Zoetrope, Great Oaks, e Hollywood Pictures. La colonna sonora fu prodotta dalla Hollywood Records. Si tratta del film di debutto di Adam Zolotin. Le scene sono state girate dal 18 settembre al 13 dicembre 1995 in due stati: California, come a San Francisco, Ross (per le scene della casa padronale e della scuola), Mill Valley (scene di conseguimento del diploma) e Mare Island (Vallejo), e Florida, come a Miami. Il budget per la realizzazione della pellicola ammonta a circa $ 45.000.000. La colonna sonora del film è Star, scritta da Bryan Adams, Robert John Lange e Michael Kamen, e cantata dallo stesso Adams.

## Tag-line
Le tag-line del film sono le seguenti:
- For some people, 40 is the new 10. For Jack Powell, it's the other way around - literally.
  - Per alcune persone, i 40 sono i nuovi 10. Per Jack Powell, è il contrario - letteralmente.
- Jack Powell is about to tackle his biggest adventure ever... fifth grade!
  - Jack Powell sta per affrontare la sua più grande avventura di sempre... la quinta elementare!
- He's a healthy ten-year-old who's growing four times faster than normal. Now he's ready for the biggest adventure of his life... 5th grade.
  - È un ragazzo sano di dieci anni che sta crescendo quattro volte più veloce del normale. Ora è pronto per la più grande avventura della sua vita... la quinta elementare.

## Distribuzione
Il film è stato distribuito il 9 agosto 1996 negli Stati Uniti d'America dalla Buena Vista Pictures; l'11 ottobre in Regno Unito e in Irlanda; il 26 ottobre in Corea del Sud; il 31 ottobre in Argentina, Hong Kong, e Italia; il 1º novembre in Estonia; il 6 dicembre in Brasile, Danimarca, Polonia, e Turchia; l'11 dicembre in Francia dalla Gaumont Buena Vista International (GBVI); il 12 dicembre in Spagna; il 13 dicembre in Finlandia e Portogallo; il 19 dicembre nei Paesi Bassi; il 25 dicembre in Svezia dalla Buena Vista International; il 26 dicembre in Australia; il 17 gennaio 1997 in Sudafrica; il 1º marzo in Giappone; il 5 giugno in Germania; il 6 giugno nella Svizzera tedesca; il 25 giugno in Kuwait.

### Divieti
Il film fu vietato ai minori di 6 anni in Germania e Portogallo; 7 in Svezia; 10 in Brasile; 13 in Argentina. In Australia, Singapore e Regno Unito il film è stato valutato PG (parents cautioned suggested), ovvero adatto a bambini di età da 10 anni in su per la visione non accompagnata, mentre i bambini minori di 10 anni richiedono l'accompagnamento dei genitori o tutori; negli Stati Uniti la Motion Picture Association of America (MPPA) lo ha invece classificato PG-13 (parents strongly cautioned), ovvero vietato ai minori di 13 anni non accompagnati dai genitori, con il certificato n° 34700.

### Versione Italiana
La direzione del doppiaggio italiano è di Maria Fiore, su dialoghi a cura di Carlo Valli, per conto della Cast Doppiaggio Srl. La sonorizzazione, invece, venne affidata alla SEFIT-CDC.

## Accoglienza
Il film nel primo week-end di apertura statunitense incassa $ 11.191.496. Il guadagno totale in patria ammonta a $ 58.586.889, in Regno Unito £ 2.419.401, in Italia ITL 2.025.657.000, mentre in Spagna ESP 164.410.255.
Jack fu accolto da recensioni negative da parte della critica alla sua uscita nei cinema. Il sito web Rotten Tomatoes riporta un indice di gradimento del 17% basato su 35 recensioni da parte di critici cinematografici professionisti; con un punteggio totale di 4.4/10. CinemaScore assegnò al film una "B+" su una scala da A+ a F. Todd McCarthy di Variety lo definì un film "noioso e banale" che spreca il talento del suo regista.
Jack ricevette la nomination come "Worst Picture" ("peggior film") agli Stinkers Bad Movie Awards del 1996 ma perse contro Striptease.
Circa l'accoglienza riservata al film, Francis Ford Coppola disse: «Jack era un film che odiavano tutti e fui costantemente dannato e ridicolizzato per esso. Devo dire che trovo Jack dolce e commovente. A me non dispiace a differenza degli altri, ma questo è ovvio perché sono io il regista. So che dovrei vergognarmene, ma non lo faccio. Non so perché tutti lo odino così tanto. Penso che sia stato a causa del tipo di film che era. Si presumeva che siccome avevo fatto Apocalypse Now fossi un regista del tipo alla Martin Scorsese, e qui stavo girando questo stupido film Disney con Robin Williams. Ma ero sempre lieto di fare qualsiasi tipo di film».

## Riconoscimenti
- Nickelodeon Kids' Choice Awards 1997
  - Nomination Attore cinematografico preferito (Favorite Movie Actor) per Robin Williams
- Young Artist Awards 1997
  - Nomination Miglior Film per famiglie - Musical o Commedia
  - Nomination Miglior Performance in un film - giovani attori per Adam Zolotin
- The Stinkers Bad Movie Awards 1996
  - Nomination Peggior film
- YoungStar Awards 1997
  - Nomination Migliore Performance di un giovane attore in un film commedia per Adam Zolotin